# Carter the Unstoppable Sex Machine
I Carter the Unstoppable Sex Machine (a volte abbreviato Carter USM) sono stati un gruppo musicale britannico.

## Storia
Fondati a Londra sul finire degli anni ottanta da parte di James Morrison e Leslie Carter, godono di un primo attimo di visibilità con il singolo R.u.b.b.i.s.h., uscito con l'album 101 Damnations (1990). Nel 1991 divengono popolarissimi in Inghilterra con il loro album 30 Something autopromuovendosi intanto con la vendita delle loro t-shirt. L'album è seguito da altre prove in studio, quali The Love Album (1992), che entrano ai primi dieci posti delle classifiche britanniche. Segue un allargamento della formazione con Worry Bomb (1995), che vede l'ingresso del batterista Wez, e in A World Without Dave (1997), arrangiato con nuovi musicisti. Lungo il finire del decennio, periodo in cui esce l'ultimo album Blame the Government (1998), la popolarità del gruppo cala drasticamente. I Carter the Unstoppable Sex Machine si sciolgono con un concerto di addio tenuto a Brixton nella notte fra il 21 e il 22 novembre del 2014.

## Stile musicale
Classificati generalmente come gruppo indie e alternative dance, i Carter the Unstoppable Sex Machine si sono imposti con uno stile che fonde rap, pop e musica industriale seguendo lo spirito della musica punk. Fino al 1995, anno in cui è entrato il primo batterista, hanno accompagnato la loro musica con i ritmi di una drum machine. A causa del loro frequente utilizzo del campionatore, con cui riproducono sovente degli slogan che utilizzano a mo' di testi, sono stati paragonati ai KLF e ai Jesus Jones.

## Formazione
- James Morrison - voce
- Lesley Carter - chitarra
- Salvador Alessi - basso
- Wez - batteria
- Ben Lambert - tastiera

## Discografia

### Album in studio
- 1990 - 101 Damnations
- 1991 - 30 Something
- 1992 - The Love Album
- 1993 - Post Historic Monsters
- 1995 - Worry Bomb
- 1998 - I Blame the Government

### Album dal vivo
- 1999 - Live!

### Antologie
- 1994 - Starry Eyed and Bollock Naked
- 1995 - Straw Donkey... The Singles
- 1997 - Sessions
- 2005 - The Good, the Bad, the Average and Unique
- 2007 - This Is the Sound of an Eclectic Guitar
- 2009 - The Drum Machine Years
- 2014 - The Final Comedown

### Singoli
- 1988 - A Sheltered Life
- 1989 - Sheriff Fatman
- 1990 - R.u.b.b.i.s.h
- 1990  - Anytime Anyplace Anywhere
- 1991 - Bloodsport for All
- 1991 - Sheriff Fatman
- 1991 - After the Watershed (Early Learning the Hard Way)
- 1992 - R.u.b.b.i.s.h
- 1992 - The Only Living Boy in New Cross
- 1992 - Do Re Me So Far So Good
- 1992 - The Impossible Dream
- 1993 - Lean on Me I Won't Fall Over
- 1993 - Lenny and Terence
- 1994 - Glam Rock Cops
- 1994 - Let's Get Tattoos
- 1995 - The Young Offender's Mum
- 1995 - Born on the 5th of November

### EP
- 1997 - A World Without Dave